# Corpo di Protezione del Kosovo
Il Corpo di Protezione del Kosovo ( CPK; albanese Trupat e Mbrojtjes së Kosovës, TMK) è stata un'organizzazione civile di servizi di emergenza in Kosovo attiva dal 1999 al 2009.
Il KPC è stato creato nel 1999 attraverso la promulgazione del Regolamento 1999/8 della Missione di amministrazione provvisoria delle Nazioni Unite in Kosovo (UNMIK) e l’accordo di una “Dichiarazione di principi” sul ruolo consentito al KPC in Kosovo. Si trattava, in effetti, di un compromesso tra il disarmo dell’Esercito di liberazione del Kosovo, previsto dalla risoluzione 1244 del Consiglio di sicurezza delle Nazioni Unite, e respinto dagli albanesi del Kosovo.

## Storia

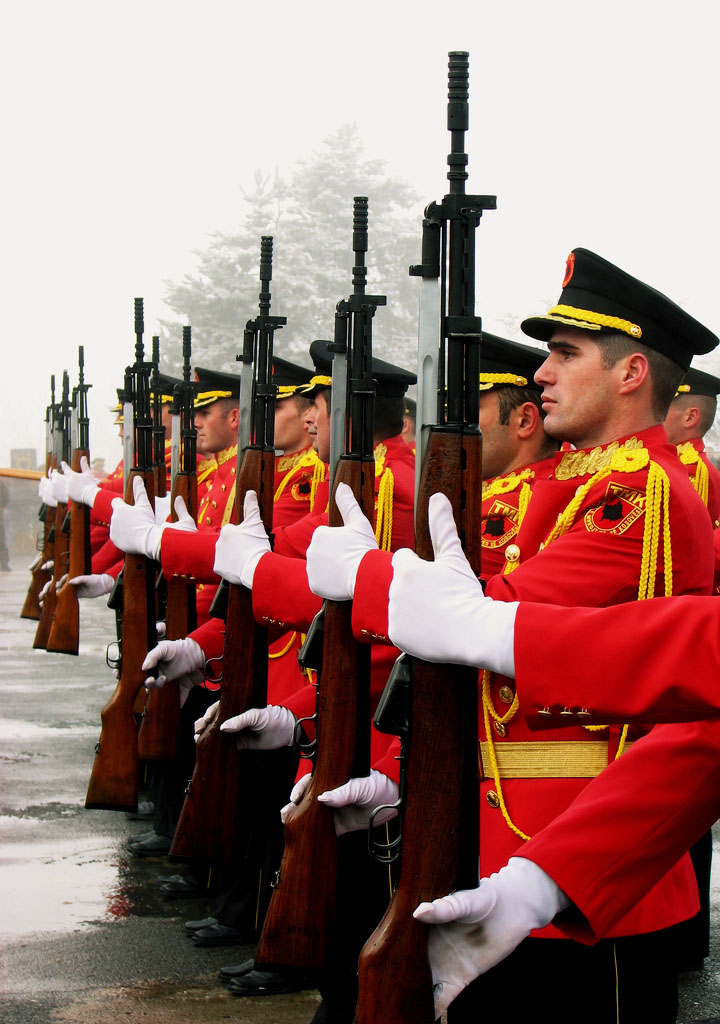
Membri del Corpo di protezione del Kosovo

Targa del veicolo per il Corpo di protezione del Kosovo

Subito dopo la fine della guerra del Kosovo nel giugno 1999 e lo spostamento delle forze NATO in Kosovo, si rese necessaria una definizione del ruolo dell’UCK in base alla nuova situazione. La legge 1244 del Consiglio di sicurezza delle Nazioni Unite, approvata nel giugno 1999, prevedeva la smilitarizzazione dell’UCK. Pertanto, nello stesso mese, il comandante della KFOR, generale Mike Jackson, e Hashim Thaçi, in qualità di comandante generale dell’UCK e primo ministro del governo provvisorio del Kosovo, firmarono l’accordo di Kumanovo. Al termine del processo di smilitarizzazione, il 20 settembre 1999 il Rappresentante speciale delle Nazioni Unite Bernard Kouchner firmò il Regolamento n. 1999/8 per la fondazione del Corpo di protezione del Kosovo (KPC), seguito dalla Dichiarazione di principi, firmata dal Comandante del KPC e dal Comandante della KFOR. Dopo la formazione del KPC, i serbi dichiararono che si trattava di un nuovo esercito etnico albanese e si dimisero dal Consiglio di transizione multietnico del Kosovo. Subito dopo l’approvazione di questi atti, l’Organizzazione Internazionale per le Migrazioni (OIM) ha avviato la campagna di registrazione degli ex combattenti dell’UCK, durata da luglio a novembre 1999. Secondo i documenti dell’OIM, il numero totale delle registrazioni ammonta a 25.723 membri. Circa 5.000 ex combattenti dell’UCK si unirono al KPC.

## Missione
Il regolamento UNMIK 1999/8 ha assegnato al KPC i seguenti compiti:
- Fornire una capacità di risposta ai disastri per affrontare incendi gravi, incidenti industriali o fuoriuscite di sostanze tossiche;
- Condurre operazioni di ricerca e soccorso;
- Fornire assistenza umanitaria;
- Assistere nello sminamento;
- Contribuire alla ricostruzione delle infrastrutture e delle comunità.

Il Corpo di protezione del Kosovo non ha avuto alcun ruolo nella difesa, nell’applicazione della legge, nel controllo delle rivolte, nella sicurezza interna o in qualsiasi altro compito di ordine pubblico. Il Rappresentante speciale del Segretario generale delle Nazioni Unite, a capo dell’UNMIK, esercitava la direzione, il finanziamento e l’autorità amministrativa sul KPC. Il comandante della KFOR, la forza di mantenimento della pace della NATO, era incaricato di esercitare la supervisione quotidiana del KPC. Il KPC contava 5.052 membri e un budget di 17,6 milioni di euro (pari a circa lo 0,79% del PIL).
Il primo comandante del KPC fu Agim Çeku, che si dimise dall’organizzazione nel 2006 per diventare Primo Ministro del Kosovo. Il vice comandante del KPC, Sylejman Selimi, un ex leader dell’UCK, ha sostituito Çeku come comandante. Il KPC era diviso in sei “Zone di protezione” regionali, ciascuna con un comandante regionale. Nel 2001, ogni paese aveva una squadra per lo smaltimento di ordigni esplosivi, a cui si aggiungeva un’ulteriore squadra controllata centralmente, per un totale di sette squadre. Ci sono state accuse secondo cui il KPC sarebbe coinvolto in attività criminali, attività di polizia illegali, omicidi e attacchi terroristici contro i serbi. Gli ufficiali di polizia dell’UNMIK hanno affermato che gli ufficiali del KPC arrestati per crimini sono stati rilasciati su ordine dei comandanti regionali della KFOR. Nel giugno 2001, diversi alti ufficiali del KPC furono rimossi per sospetto di aver aiutato l’insurrezione etnica albanese nella Repubblica di Macedonia. Nell’agosto 2003, il vice primo ministro della Serbia, Nebojša Čović, accusò il KPC e l’Esercito nazionale albanese di essere dietro un attacco contro i serbi in Kosovo.
Gli albanesi del Kosovo consideravano il Corpo di protezione del Kosovo (KPC) un potenziale nucleo di un futuro esercito del Kosovo. Il politico finlandese Martti Ahtisaari ha presentato una proposta riguardante lo status finale del Kosovo, suggerendo lo scioglimento del KPC e l’istituzione di una Forza di sicurezza del Kosovo (KSF) leggermente armata. Tuttavia, a causa del veto russo, il Consiglio di sicurezza delle Nazioni Unite non ha approvato la proposta. Il Kosovo ha dichiarato l’indipendenza nel febbraio 2008 e il 20 gennaio 2009 la KPC ha cessato le sue operazioni. Successivamente, l’Assemblea del Kosovo ha approvato a giugno la “Legge sullo scioglimento del Corpo di protezione del Kosovo”. L’organizzazione si è ufficialmente sciolta il 14 giugno, lasciando il posto alla KSF.